# Lago Umm al Binni

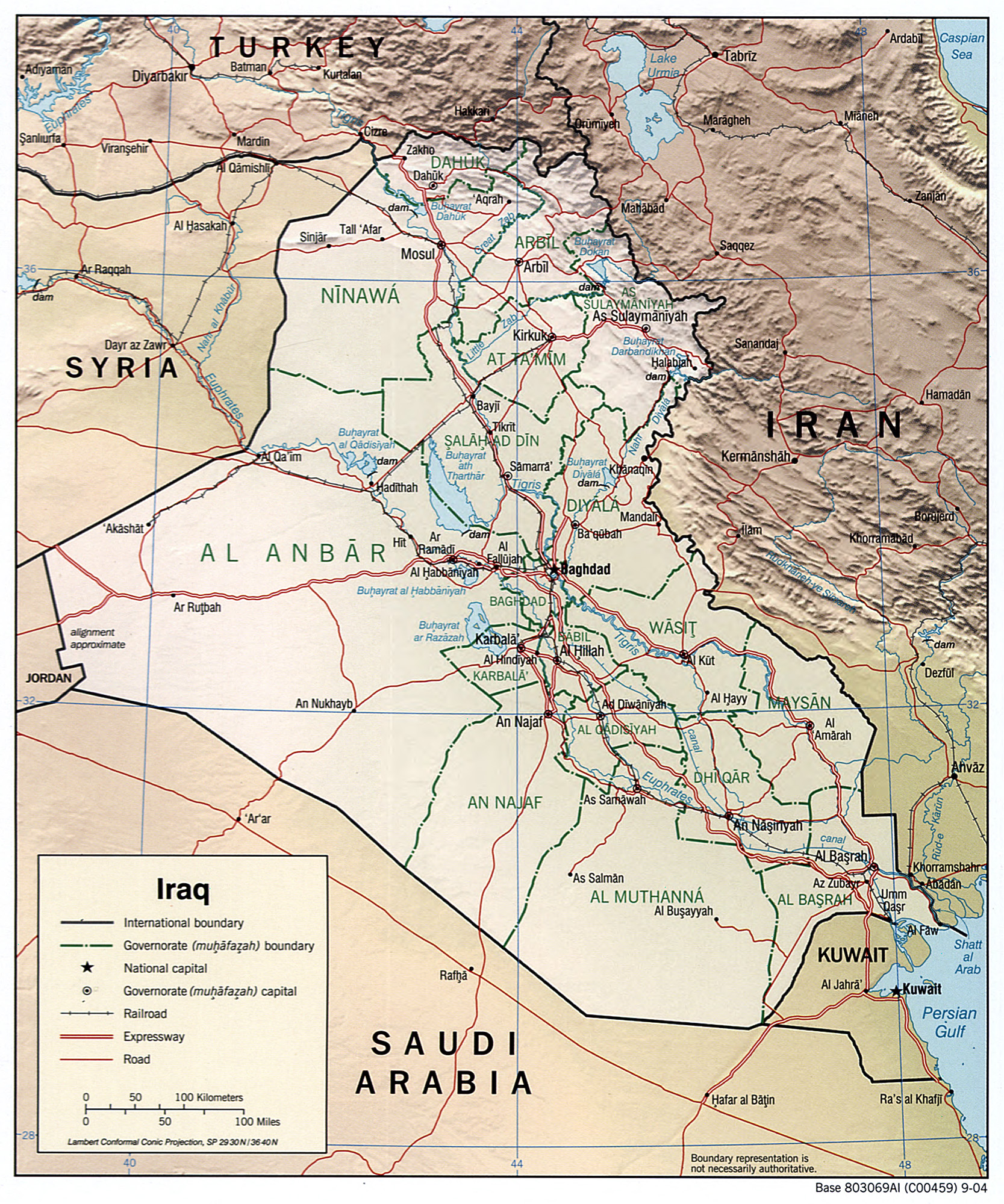
La regione di al-‘Amara è a E-S-E

Il lago di Umm al-Binni si trova nelle paludi di al-ʿAmāra nel Sud dell'Iraq, approssimativamente a 45 km a nord-ovest della confluenza tra i fiumi Tigri ed Eufrate.
Attualmente il lago - che ha un diametro all'incirca di 3,4 km - è parzialmente disseccato: per la sua forma e per altri elementi si ritiene che possa essere stato creato da un impatto astronomico avvenuto nella nostra era geologica dell'Olocene.

## Evidenze per un'origine da impatto
Sharad Master, un geologo specializzato in crateri d'impatto, esaminando foto satellitari ipotizzò che il lago di Umm al-Binni potesse avere un'origine meteoritica basandosi sulla sua forma quasi circolare, il profilo del suo bordo e sul suo aspetto generale in contrasto con quello degli altri laghi della zona: Master escluse la possibilità che il lago avesse un'origine carsica, che fosse un duomo salino, una deformazione tettonica, un'intrusione di origine vulcanica o che avesse avuto un'origine umana.
Master (2001-2002) sulla base dell'età dei sedimenti depositati dal Tigri-Eufrate (Larsen & Evans 1978) assegna al lago un'età non superiore a 5.000 anni. L'assenza di testimonianze coeve all'evento induce a ritenere che l'evento sia accaduto tra il 3000 a.C. e il 5000 a.C. (Master 2002). Durante questo periodo di tempo, la regione di al-ʿAmāra era a circa 10 metri sotto il livello delle acque del Golfo Persico (Larsen & Evans 1978: 237). L'impatto dovrebbe aver provocato un tsunami che devastò le città costiere dei Sumeri. Lo tsunami potrebbe così fornire un'alternativa all'origine dello strato di 2,6 metri scoperto durante lo scavo della città di Ur effettuato nel 1954 da Leonard Woolley.

### Epopea di Gilgamesh
Alcuni passaggi dell'Epopea di Gilgamesh, scritta circa nel 1800-1600 a.C., potrebbero descrivere l'impatto e il susseguente tsunami suggerendo un legame con il cosiddetto "diluvio sumero" (Matthews 2001, Britt 2001): «[...] e i sette giudici dell'inferno, l'Annunaki, hanno alzato le loro torce, e illuminato la terra con la loro fiamma livida. Un'incredula disperazione salì fino al cielo quando il dio della tempesta trasformò la luce del giorno in tenebre, quando crepò la terra come un vaso. Per un giorno intero la tempesta infuriò, gonfiando gli elementi mentre arrivava, sommergendo la gente come i flussi e riflussi di una battaglia; un uomo non avrebbe potuto vedere il suo fratello né la gente vista dall'aria.
Anche gli dei furono terrorizzati dal diluvio, si rifugiarono nel più alto dei cieli, nel cielo di Anu, battendo contro il muro del cielo nascondendosi come cani» (Sanders 1960).

## Effetti dell'impatto
È stato suggerito che gli improvvisi cambiamenti nel clima e gli eventi catastrofici accaduti attorno al 2200 a.C., ivi incluso il collasso della civiltà sumera, possano essere legati all'impatto di un asteroide o di una cometa (Bjorkman 1973, Weiss e altri 1993, Napier 1997, Peiser 1997, Courty 1997-1998, Master 2001-2002): più specificatamente Master (2001-2002), Master e Woldai (2004-2006), e Hamacher (2005-2007) hanno ipotizzato che proprio l'impatto di Umm al Binni, vista la grande quantità di energia che ha sprigionato, possa essere il responsabile di questi eventi. Hamacher (2005-2007) usando equazioni che descrivono gli effetti di un impatto basate sui lavori di Glasstone e Dolan (1977), Shoemaker (1983), Collins e altri (2004), e di altri ricercatori, ha calcolato che un impatto avrebbe liberato tra i 190 ai 750 megatoni di TNT di energia cinetica, a seconda che rispettivamente il corpo impattante fosse stato di natura asteroidale o cometario. Questo risultato dipende dalla densità del corpo impattante, dalle sue dimensioni e dalla velocità dell'impatto: per creare un cratere delle dimensioni del lago di Umm al-Binni, una cometa, con densità 5 e velocità di 25 km/s deve aver avuto un diametro di almeno 200-300 metri, invece un asteroide metallico di ferro-nichel, con densità 7,9 e velocità di 15 km/s deve aver avuto un diametro di 90-110 metri: un tale impatto avrebbe effetti tali da causare una devastazione su un'area di migliaia di km². Allo stato attuale, nonostante il grande numero di indizi in favore dell'origine meteoritica del lago Umm al-Binni pubblicati nella letteratura scientifica nessuna ricerca sul posto è stata finora eseguita a causa dell'attuale situazione locale che rende pericolosa ogni campagna di ricerca in situ.